# Une balle au cœur
Pour plus de détails, voir Fiche technique et Distribution.
Une balle au cœur est un film franco-grec réalisé par Jean-Daniel Pollet, sorti en 1966.

## Synopsis
Un homme a été dépouillé de son château en Sicile par un individu peu scrupuleux. Il tente de se venger et de récupérer son bien, mais il ne peut pas exécuter son projet comme il l'avait prévu.

## Fiche technique
- Titre : Une balle au cœur
- Titre original : Mia sfera stin kardhia
- Réalisateur : Jean-Daniel Pollet, assisté de Costas Ferris
- Scénario : Jean-Daniel Pollet et Pierre Kast
- Dialogues : Maurice Fabre et Didier Goulard
- Photographie : Alain Levent
- Son : Nikos Ahladis
- Musique : Mikis Theodorakis
- Décors : Marilena Aravantinou
- Montage : Denise de Casabianca
- Directeur de production : Roger Rosen
- Production : CMS - Lambessis Films
- Tournage : 24 mai - 18 juillet 1965
- Pays :  France -  Grèce
- Genre : Drame policier
- Durée : 90 minutes
- Date de sortie :
  - France : 23 février 1966
  - En DVD : 16 mars 2020, La Traverse
- Affiche : Jean Mascii (France)

## Distribution
- Sami Frey : Francesco Montelepre
- Françoise Hardy : Anna
- Jenny Karézi : Carla
- Spýros Fokás : Navarra
- Vasilis Diamantopoulos : Rizzardi
- Lucien Bodard : Marcopoulos